# Râul Dagâța
Râul Dagâța este un curs de apă, afluent al râului Gârboveta. 